# Мейринк, Мишель
Мише́ль Ме́йринк (англ. Michelle Meyrink; 1 сентября 1962, Ванкувер, Британская Колумбия, Канада) — канадская актриса и бизнесвумен.

## Биография
Мишель Мейринк родилась 1 сентября 1962 года в Ванкувере (провинция Британская Колумбия, Канада), где она проживает вместе со своей семьёй и по сей день.

## Карьера
Мишель дебютировала в кино в 1983 году, сыграв роль Марши в фильме «Изгои». Всего Мейринк сыграла в 10-ти фильмах и телесериалах.
После окончания кинокарьеры, Мишель открыла школу по преподаванию актёрского мастерства «Open Stage Studio».

## Личная жизнь
С 1990-х годов Мишель замужем за Джоном Дамбриллом. У супругов есть трое детей (род.1991, 1994 и 1998).

## Избранная фильмография
| Год  |   | Русское название  | Оригинальное название         | Роль             |
| ---- | - | ----------------- | ----------------------------- | ---------------- |
| 1983 | ф | Изгои             | The Outsiders                 | Марша            |
| 1983 | ф | Девушка из долины | Valley Girl                   | Сьюзи Брент      |
| 1984 | ф | Месть полудурков  | Revenge of the Nerds          | Джули            |
| 1984 | ф | Радость секса     | National Lampoon's Joy of Sex | Лесли Хинденберг |
| 1984 | с | Семейные узы      | Family Ties                   | Джейн            |
| 1985 | ф | Настоящий гений   | Real Genius                   | Джордан          |
| 1988 | ф | Вечная песня      | Permanent Record              | Эм Джи           |